# Cleistes latiplume
Cleistes latiplume é uma espécie de orquídea terrestre de folhas alternadas e flores grandes que abrem em sucessão, com raízes tuberosas delicadas, habitante de Mato Grosso no Brasil.